# Jean Dif
Pour les articles homonymes, voir Dif.
Jean Dif, né le 16 mai 1934 à Saint-Sandoux et mort le 15 janvier 2023 à Paris, est un poète français qui a débuté sous la double influence du surréalisme et de l'École de Rochefort,. 

## Activités
Il a participé à des ouvrages collectifs (Anthologies Flammes Vives de 1995 à 2011) et a publié régulièrement des poèmes dans plus d'une dizaine de revues françaises, dont les revues papier Parterre verbal, Le Cri d'os, Encres vives, Traces, Avel IX, Mot à Maux, Rose des temps, et les revues numériques Alter texto et Recours au poème, ainsi que dans des revues étrangères. Certains de ses textes ont été traduits en anglais, en néerlandais, et en espagnol. Il est l'auteur de plusieurs recueils. Sur son site internet, on trouve des extraits de ses textes édités, des inédits et aussi des textes d'écrivains français et étrangers. Il a traduit plusieurs dizaines de poètes étrangers pour la plupart espagnols ou latino-américains. Quelques-uns de ses poèmes et de ses traductions ont fait l'objet de vidéos ou ont été repris sur des sites français et étrangers,,. 
Passionné d'histoire et grand voyageur, il a également rédigé des ouvrages historiques et des récits de voyage, notamment sur la Chine et le Tibet.[réf. nécessaire]
Au cours de sa carrière professionnelle, comme enseignant et chercheur, après un séjour en Amérique du Nord, il a participé à l'introduction en France de la théorie financière moderne et a publié quelques travaux scientifiques dont on trouve un écho sur Internet,, ainsi que dans des ouvrages académiques.   
Jean Dif collabore depuis février 2010 au magazine en ligne Histoire pour tous dans lequel il a publié plusieurs articles concernant le Premier Empire et l'histoire du Québec qui a été republiée numériquement dans la Belle Province . 
Il est membre de l'Académie européenne des sciences, des arts et des lettres et fait également partie de Poetas del Mundo.
Il figure dans le Dictionnaire littéraire des écrivains d'expression populaire.

## Œuvres

### Recueils de poèmes
- La Voix publique, Les Cahiers de Rochefort, 1956. Réédité en 2020 en EPUB et PDF par FeniXX . Un fac-simile de ce recueil est ici[23]
- Kaléidoscope, Encres Vives, No 211, 1996
- Variations, Encres Vives, collection Encres Blanches, 1999[24]
- Églogues printanières, Encres Vives, collection Encres Blanches, 2005[25]
- Netchaiev dit..., Encres Vives, collection Encres Blanches, 2005[26]
- Masques de givre, Encres Vives, collection Encres Blanches, 2007[27]
- Sous les couteaux des horloges, Encres Vives No 388, 2010[28]
- L'Aile de la cendre, Edilivre, 2011[29]
- Sous les couteaux des horloges (2), Encres Vives No 439, 2015[30],[31]
- Dans l'ambre du temps, Encres Vives, collection Encres Blanches, 2020
- Le chalumeau du jardinier, Edilivre, 2021[32]

### Histoire
- Les Mémoires de Jakob Walter, 1812, La marche des fantassins wurtembergeois en Russie, Teissèdre, 2004, une page de présentation et des extraits sont ici
- Le Journal d'un soldat du 71e de 1806 à 1815, Edilivre, 2010, extraits ici, article[33]
- La Campagne de 1808 par Adam Neale - Les souvenirs de John Malcolm (1814), Edilivre, 2010, extraits ici : Neale, Malcolm, article[34]
- Bibliographie des autobiographies, mémoires, journaux, correspondances et documents officiels publiés en anglais sur la période napoléonienne, Internet Archive ex-Wobook, 2012 - Accès libre - (39 841 lecteurs distincts sous Wobook)
- Révolution et Empire - Bibliothèque numérique : liste d'ouvrages anciens en français gratuitement accessibles sur Internet, Internet Archive ex-Wobook, 2013 - Accès libre - (32 623 lecteurs distincts sous Wobook)

### Récits de voyages
- Un voyage au Yunnan (septembre 2004), Le Manuscrit, 2006, Feuilletage

### Traductions
- La poésie est un fond d'eau marine de Santiago Montobbio (Espagne), éditions du Cygne, 2011[35],[36]. Le Prix Chasseur de poésie 2012 a été attribué à Santiago Montobbio.
- Les Imaginations de Luis Benitez (Argentine), L'Harmattan, 2013[37],
- Brève anthologie poétique de Luis Benitez (Argentine), La Résonance, 2014[38],